# The Dead (banda)

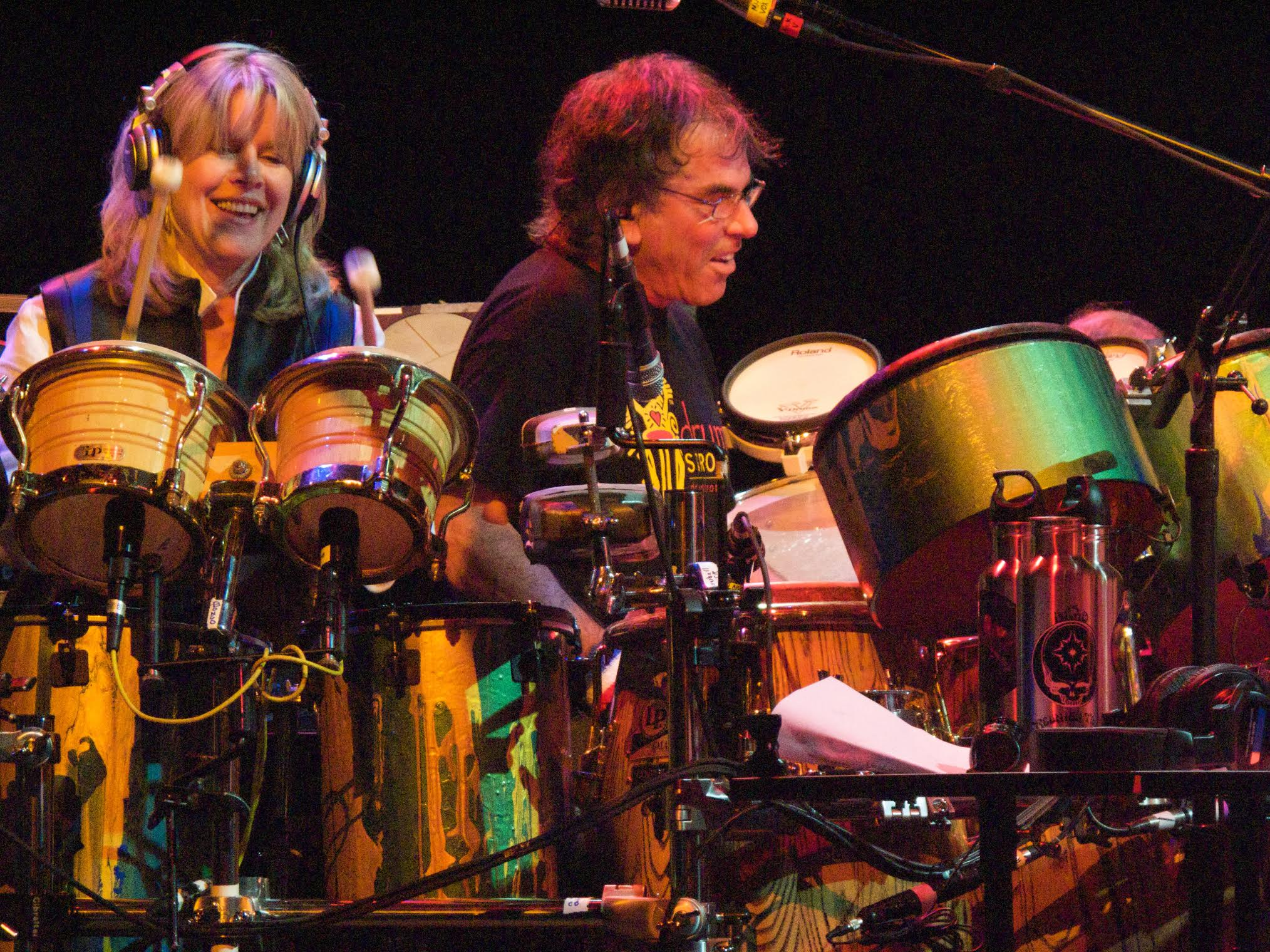
Tipper Gore y Mickey Hart en un concierto en el 2009

The Dead fue una banda de rock estadounidense conformada por algunos miembros de Grateful Dead. Luego de la muerte de Jerry Garcia en 1995, Bob Weir, Phil Lesh, Mickey Hart, y Bill Kreutzmann formaron una banda llamada The Other Ones.  Realizaron algunos conciertos juntos en 1998 (sin Kreutzmann), en el 2000 (sin Lesh) y en el 2002, y lanzaron un álbum llamado The Strange Remain. En el 2003, cambiaron su nombre a The Dead. Cabe mencionar que en el año 2003, la cantante Joan Osborne acompañó a The Dead en la gira de dicho año.